# Prince of Persia 2: The Shadow and the Flame
A Prince of Persia 2: The Shadow and the Flame (röviden PoP 2) egy platformjáték, amit a Brøderbund készített és adott ki PC-re, az 1989-ben megjelent Prince of Persia folytatása. Az SNES változat portolását és megjelenését (1996) a Titus Software intézte. Volt egy kísérlet a Sega Mega Drive változat elkészítésére, de annak fejlesztése ismeretlen okokból nem fejeződött be. A Prince of Persia: The Sands of Time Xbox verziója (NTSC) tartalmazta a teljes játékot.

## Játékmenet
A játékmenet az előző részhez hasonlóan alakul, a játékosnak most is a harc, a csapdák túlélése lesz a feladata (Néhány újdonság is bekerült, például a hasra fekvés a csapdák elkerülésére és szűk járatoknál a továbbjutásra.), illetve a különböző üvegcsék is visszatérnek. A harc az elődnél viszont nagyobb hangsúlyt kap, egyszerre akár négyen is támadhatnak a Hercegre (Az előző részben mindig egy az egy elleni harcok voltak és kevesebb ellenség tűnt csak fel, valamint több új ellenféltípus is helyet kapott, például repülő fejek, kígyók, madáremberek), ráadásul a legyőzött ellenfelek helyére néha egy újabb érkezik, illetve a főhőst sarokba is szoríthatják. 
A korábbi játékot egy bizonyos időkorlát alatt kellett teljesíteni, ez visszatér most is. (A homokórát most az a fa helyettesíti, ahol a Herceg és szerelme először találkoztak, ahogy a fa hullajtja levelét és elhal, jelzi az idő múlását.) Nincs korlátozva, hogy a játékos hányszor halálozhat el, de az idő folyamatosan pörög, nem lehet egy korábbi mentést betöltve több időhöz jutni.
A Herceg képes lesz az előző részből ismerős árnnyá változni. (7 életet veszít el ilyenkor és 9-nél többel kell rendelkeznie, hogy elkerülje a halált. A játék végén muszáj lesz átváltozni, viszont a sakktábláról leereszkedve az óriás pókhoz, az újra visszatérő őröket legyőzve életerő üvegcséket szerezhet, ha korábban nem szerzett eleget belőlük.) Ebben az állapotban halhatatlan, (A zuhanás és az ellenfelek nem sebzik.) áthaladhat a kapukon, az üvegcsékből viszont nem tud inni és a pályát sem hagyhatja el a teste nélkül.
A grafika észrevehetően fejlődött az előző rész óta, ez leginkább a háttereken és a környezeti elemeken figyelhető meg.

## Történet
A játék története az előző rész alternatívája. Egy vándorló, titokzatos herceg megkéri a szultántól annak lánya kezét, amit vonakodva is, de megad az uralkodó. A szultán később idegenbe távozik. Vezírje Jaffar, aki varázsló nem tudja megemészteni, hogy az általa áhított hercegnő másé lett. Jaffar, aki egy varázslattal Hercegnek álcázza magát és az őröket a főhős elfogására utasítja. Később a herceg mégis visszatér és felesége elé járul, mire az ő alakját felvett Jaffar imposztornak kiálltja ki és utasítja a katonákat a megölésére. A herceg ekkor kiugrik a palota ablakán és elmenekül a városból egy kereskedőhajó segítségével. Egy rejtélyes hölgy jelenik meg, aki magához szólítja a főhőst, majd közvetlen ez után Jaffar egy varázslattal vihart bocsát a tengerre és egy villám belecsap a hajóba.
Jaffar viszont vihart bocsát a tengerre és a hajó elsüllyed. A hajótörést túlélt herceg magához tér egy ismeretlen szigeten. Miközben próbál visszajutni Perzsiába, a szultánt támadás éri és a hadserege élén az ellenség ellen vonul, ekkor Jaffar magához ragadja a hatalmat, a hercegnő pedig megpróbál levelet írni apjának a történtekről, azonban lebukik és Jaffar megátkozza, amitől kómába esik, majd statáriumot hirdet és a terror időszak köszönt be az országban. (Innentől a játékosnak 75 perc áll a rendelkezésére, hogy megmentse a hercegnőt.)
A Herceg egy repülő szőnyeg segítségével visszajut korábbi otthonába, Baszra városába és talál egy kardot, ekkor egy látomásban megjelenik a korábban látott nő, aki, mint kiderül az anyja és elmondja, hogy az apja kardját találta meg. Egykor ők uralták a várost, de a sötétség seregei megtámadták és lemészárolták a Herceg családját, ő volt az egyetlen túlélő és felszólítja fiát, hogy bosszulja meg a halálukat.
A Herceg egy márvány ló szoborra ül fel, ami megelevenedik alatta és a városba viszi, amikor pedig leszáll róla ismét ledermed. A játékos A Láng Templomában egy feliratot lát majd a falon: „He Who Should Steal The Flame Must Die.” (Aki el akarja lopni a lángot, annak meg kell halnia.) Amikor a lánghoz ér, hagynia kell, hogy az ellenfele megölje, a Herceg árnya pedig megszerzi a tüzet és visszatér a testébe, innentől a madáremberek, akik a templom harcos papjai és szerzetesei, nem küzdenek ellene, hanem leborulnak előtte.
A Herceg hűséges lova, Silver, elrepíti a szultán palotájába, ahol meg kell küzdeni az alakváltoztató Jaffarral. Jaffar több trükkhöz is folyamodik, egy sakktáblára teleportálja a főhőst és több tükörképet hoz létre a Herceg mintájára, akiket csak a kék láng segítségével (árny alakban) lehet megölni, végül pedig Jaffart is lángra gyújtja, aki porrá hamvad. Miután legyőzi, megtöri az átkot a hercegnőn, aki így újra megpillanthatja régi kedvesét. Megparancsolta, hogy Jaffar maradványait szórják szét a szélben, nehogy újra visszatérjen. A záró képsorokban Herceg és szerelme a ló hátán, a fellegek felett lovagol a naplementében és boldogan élt míg meg nem halt, de ahogy a nézőpont távolodik, kiderül, hogy egy vén boszorkány kristálygömbjén keresztül figyeli a párt. A boszorkány volt az, aki elpusztította a herceg városát és megölte szüleit. Jaffarral is szövetségben állt. Most a pár így bizonytalan jövő elé néz...

## Változatok
Az SNES változat több hibát tartalmazott és néhány dolog kimaradt belőle, ami a többi változatban megvolt. (Például az utolsó 2 pálya, így Vizierrel nem is lehet majd megvívni a harcot, csupán egy leírást kap a játékos, hogy a Herceg legyőzte.) 
Magát a játékot csak a Sands of Time Xbox NTSC verziója tartalmazta, a PAL, GameCube, PlayStation 2 változatokban csak az előző rész volt megtalálható.
Míg a DOS és SNES verziók 320x200-as felbontással rendelkeztek, a Macintosh változat magasabb felbontással bírt (640x480).